# Nystagmus
Nystagmus (grekiska "nicka i sömnen"), på svenska även kallat ögondarrning, är en medicinsk benämning för upprepade ofrivilliga ögonrörelser som ofta uppträder i samband med sjukdomar som berör balansorganen, men även vid ögonsjukdomar och sjukdomar i det centrala nervsystemet. Nystagmus är också ett vanligt fenomen vid större påfrestningar av syn- och balanssinnena, så kallad fysiologisk nystagmus.
De okontrollerade rörelserna av ögonen kan antingen ske från sida till sida (horisontell nystagamus), uppåt och nedåt (vertikal nystagamus) eller roterande (roterande nystagamus). Beroende på orsak kan dessa rörelser förekomma i antingen ena eller bägge ögonen.
Det sinnesorgan (förutom ögonen) som registrerar att man roterar - när man exempelvis åker karusell - är balansorganet i innerörat. Detta balansorgan är uppbyggt av båggångar i innerörat. När vi är helt stilla så ger balansorganen i de båda öronen lika starka/stora signaler till hjärnan, medan om vi rör på huvudet åt ett håll, så ökar dessa signaler i det balansorgan på den sida man vrider huvudet åt. När detta uppstår hos en person, uppkommer kraftiga men kortvariga signaler i balansorganet. Ögonen påverkas av signalerna, vilket gör att det uppkommer ryckiga rörelser (nystagmus) i ögat, och det är just dessa som gör att vi uppfattar det som om omvärlden snurrar runt.
Den del av hjärnan som behöver information om hur kroppen rör sig för att kunna samordna muskelrörelser är bland annat cerebellum och vid en skada på Vestibulocerebellum så kan problem som att stå upp eller nystagmus bli följden.